# جيري كينيدي
جيري كينيدي (بالإنجليزية: Jerry Kennedy)‏ هو منتج أسطوانات وملحن أمريكي، ولد في 10 أغسطس 1940 في مقاطعة كادو في الولايات المتحدة.

## وصلات خارجية
- جيري كينيدي على موقع ميوزك برينز (الإنجليزية)
- جيري كينيدي على موقع ديسكوغز (الإنجليزية)